# Рябки
Рябки́ (лат. Pterocles) — род птиц, входящий в состав семейства рябковых (Pteroclididae), отряда рябкообразных (Pteroclidiformes). Ранее относился к  голубеобразным. Распространены главным образом в засушливых регионах Южной Европы, Азии и Северной Африки.

## Общая характеристика
У рода собственно рябков (Pterocles) ноги с четырьмя несросшимися голыми пальцами. Тем самым рябки отличаются от другого рода рябкообразных — садж, или копыток (Syrrhaptes), у которых оперены не только голени, но и пальцы, наружный палец срастается с средним, а заднего совершенно нет.
Питаются главным образом зёрнами.
Два вида Pterocles встречаются в Южной Европе: чернобрюхий и белобрюхий рябки. Чернобрюхий, или степной (P. orientalis), распространён с одной стороны на Пиренейском полуострове и в северо-западной Африке, с другой — в Юго-Западной и Центральной Азии и в прилегающих частях Европейской части России. Белобрюхий рябок (P. alchata) гнездится в юго-западной Европе, Северной Африке, Юго-Западной Азии и в Арало-Каспийской низменности.

## Внешний вид
У обоих видов окраска верхней стороны тела пёстрая, состоящая из сочетания серых, охристых и буроватых пятен, окраска нижней стороны тела — незаметная, когда птица прижмется к земле, — довольно яркая, особенно у самцов.
У чернобрюхого рябка, кроме чёрного брюха, существует ещё чёрный пояс, отделяющий охристую грудь от зоба, и чёрное треугольное пятно на горле, ограниченное сверху и с боков ярко-ржавым цветом.
У белобрюхого рябка существует два чёрных пояса, идущих поперёк зоба и груди, и чёрное пятно под клювом.

## Значение для охоты
Рябки там, где за ними постоянно охотятся, являются одними из самых осторожных и робких птиц. Главная охота на рябков производится утром и вечером, на месте их водопоя, где подкарауливают из засады их прилёт и стреляют в тот момент, когда они пьют; там же расставляют иногда ловушки — петли. Иногда к рябкам подъезжают на лошади, но не прямо, а делая вид, что едут мимо.

## Классификация
Международный союз орнитологов включает в род 14 видов:
- Pterocles alchata — Белобрюхий рябок
- Pterocles bicinctus — Ночной рябок
- Pterocles burchelli — Пятнистый рябок
- Pterocles coronatus — Рыжешапочный рябок
- Pterocles decoratus — Чернолицый рябок
- Pterocles exustus — Сенегальский рябок
- Pterocles indicus — Полосатый рябок
- Pterocles gutturalis — Желтогорлый рябок
- Pterocles lichtensteinii — Рябок Лихтенштейна
- Pterocles namaqua — Южноафриканский рябок
- Pterocles orientalis — Чернобрюхий рябок
- Pterocles personatus — Мадагаскарский рябок
- Pterocles quadricinctus — Четырёхполосый рябок
- Pterocles senegallus — Пустынный рябок

## Генетика
Молекулярная генетика
- Депонированные нуклеотидные последовательности в базе данных EntrezNucleotide, GenBank, NCBI, США: 103 801 (по состоянию на 14 марта 2015).
- Депонированные последовательности белков в базе данных EntrezProtein, GenBank, NCBI, США: 27 265 (по состоянию на 14 марта 2015).

Бо́льшая часть депонированных последовательностей принадлежит желтогорлому рябку (P. gutturalis) — генетически наиболее изученному представителю рода.
Геномика
В 2014 году было выполнено секвенирование полной геномной последовательности представителя рода — желтогорлого рябка (P. gutturalis). Благодаря относительно хорошему качеству сборки генома P. gutturalis, вид имеет важное значение в сравнительной геномике для выяснения эволюции птичьих геномов.